# Tadeusz Szczurek
Tadeusz Stanisław Szczurek (ur. 28 października 1960 w Częstochowie) – polski specjalista w zakresie nauk filozoficznych oraz nauk o bezpieczeństwie, prof. dr hab. n.społ, mgr inż., generał brygady w stanie spoczynku, profesor zwyczajny i rektor-komendant Wojskowej Akademii Technicznej im. Jarosława Dąbrowskiego w Warszawie (WAT) w latach 2016–2020.

## Życiorys
Jest absolwentem Wyższej Szkoły Oficerskiej Wojsk Pancernych w Poznaniu oraz studiów magisterskich na Wojskowej Akademii Technicznej im. Jarosława Dąbrowskiego w Warszawie. Ukończył również studia podyplomowe w zakresie pedagogiki oraz studia podyplomowe w zakresie zarządzania kryzysowego na Akademii Obrony Narodowej. W 2001 uzyskał stopień doktora nauk humanistycznych w zakresie filozofii na Wydziale Filozofii i Socjologii UMC za pracę pt. „Bioetyczne aspekty wojny” wykonaną pod kierunkiem dr. hab. Józefa Jaronia. W 2013 r. Wydział Bezpieczeństwa Narodowego Akademii Obrony Narodowej nadał mu stopień doktora habilitowanego nauk społecznych w zakresie nauk o bezpieczeństwie za pracę pt. „Od deskrypcji do antycypacji wykorzystania potencjału militarnego w kształtowaniu bezpieczeństwa nowoczesnych wspólnot państwowych wobec rozwoju zagrożeń niemilitarnych”. W latach 2005–2008 był Szefem Logistyki Urzędu MON, w latach 2008–2012 zastępcą rektora WAT, zaś a od 2012 prorektorem ds. wojskowych WAT.
31 maja 2016 po przejściu w stan spoczynku gen. dyw. Zygmunta Mierczyka, został p.o. rektorem-komendantem, a we wrześniu tego roku rektorem-komendantem WAT w kadencji 2016–2020.
26 listopada 2018 roku został mianowany na stopień generała brygady.
28 listopada 2019 roku Prezydent Rzeczypospolitej Polskiej nadał mu tytuł naukowy profesora

## Odznaczenia
- Krzyż Kawalerski Orderu Odrodzenia Polski (2017)[8]
- Medal „W służbie Bogu i Ojczyźnie” (2018)[9]
- Medal Błogosławionego ks. Jerzego Popiełuszki (2020)[10]